# Resolució 11 del Consell de Seguretat de les Nacions Unides
La Resolució 11 del Consell de Seguretat de les Nacions Unides, aprovada per unanimitat el 15 de novembre de 1946, va determinar les condicions que s'havien de complir sota l'article 93, 2n paràgraf de la Carta de les Nacions Unides, perquè Suïssa pogués ser admesa en la Cort Internacional de Justícia.